# Simmenfälle
Simmenfälle är ett vattenfall i Schweiz.   Det ligger i kantonen Bern, i den sydvästra delen av landet, 60 km söder om huvudstaden Bern. Simmenfälle ligger 1 145 meter över havet.
Terrängen runt Simmenfälle är huvudsakligen bergig, men västerut är den kuperad. Simmenfälle ligger nere i en dal. Närmaste större samhälle är Sierre, 15,5 km söder om Simmenfälle. 
Trakten runt Simmenfälle består i huvudsak av gräsmarker. Runt Simmenfälle är det ganska glesbefolkat, med 32 invånare per kvadratkilometer.